# Botswanische Fußballnationalmannschaft
Die botswanische Fußballnationalmannschaft, die The Zebras („Die Zebras“) genannt wird, ist die Fußball-Auswahlmannschaft von Botswana und wird kontrolliert durch die Botswana Football Association.
Botswana hat bisher noch nie an der Weltmeisterschaft teilgenommen. Der größte Erfolg war die Qualifikation für den Afrika-Cup 2012. Die Qualifikation gelang u. a. durch einen 1:0-Auswärtserfolg gegen Tunesien am 1. Juli 2010. In der Endrunde in Gabun und Äquatorialguinea verlor Botswana alle drei Spiele. Die 1:6-Niederlage gegen Guinea am 28. Januar 2012 war die erste Niederlage mit 5 Toren Unterschied bei einer Afrikameisterschaft seit 42 Jahren.

## Turniere

### Fußball-Weltmeisterschaft
| Turnier       | Abschneiden |
| ------------- | --- |
| 1930 bis 1974 | nicht teilgenommen, da kein FIFA-Mitglied |
| 1978 bis 1990 | nicht teilgenommen |
| 1994          | nicht qualifiziert |
| 1998          | nicht teilgenommen |
| 2002 bis 2010 | nicht qualifiziert |
| 2014          | nicht qualifiziert In der Qualifikation belegte Botswana hinter Äthiopien und Südafrika und vor der Zentralafrikanischen Republik den dritten Gruppenplatz.         |
| 2018          | nicht qualifiziert In der Qualifikation musste Botswana in der zweiten Runde gegen Mali antreten. Nach einem 2:1-Heimsieg wurde das Rückspiel mit 0:2 verloren.     |
| 2022          | nicht qualifiziert In der Qualifikation musste Botswana in der ersten Runde gegen Malawi antreten. Nach einem 0:0 im Hinspiel wurde das Rückspiel mit 0:1 verloren. |

### Fußball-Afrikameisterschaft
| Turnier       | Abschneiden                              |
| ------------- | ---------------------------------------- |
| 1957 bis 1974 | nicht teilgenommen, da kein CAF-Mitglied |
| 1976 bis 1992 | nicht teilgenommen                       |
| 1994 bis 2010 | nicht qualifiziert                       |
| 2012          | Vorrunde                                 |
| 2013 bis 2024 | nicht qualifiziert                       |
| 2025          | qualifiziert                             |

### Afrikanische Nationenmeisterschaft
- 2009: nicht qualifiziert
- 2011: nicht qualifiziert
- 2014: nicht qualifiziert
- 2016: nicht qualifiziert
- 2018: nicht qualifiziert
- 2021: nicht qualifiziert
- 2023: nicht qualifiziert

### Fußball-Südafrikameisterschaft
| Turnier       | Abschneiden                                             |
| ------------- | ------------------------------------------------------- |
| 1997 bis 2002 | nicht qualifiziert                                      |
| 2003          | Viertelfinale                                           |
| 2004          | Viertelfinale                                           |
| 2005          | nicht qualifiziert                                      |
| 2006          | Halbfinale                                              |
| 2007          | Halbfinale                                              |
| 2008          | Viertelfinale                                           |
| 2009          | Viertelfinale                                           |
| 2013          | Vorrunde                                                |
| 2015          | Vierter                                                 |
| 2016          | Zweiter                                                 |
| 2017          | Viertelfinale (Niederlage im Halbfinale der Trostrunde) |
| 2018          | Sechster (Niederlage im Finale der Trostrunde)          |
| 2019          | Zweiter                                                 |
| 2020          | Turnier wegen der COVID-19-Pandemie abgesagt            |
| 2021          | Vorrunde                                                |
| 2022          | Viertelfinale                                           |

## Rekordspieler
Stand: 19. November 2024
Fett markierte Spieler sind noch aktiv.
| #   | Name                 | Zeitraum  | Spiele | Tore |
| --- | -------------------- | --------- | ------ | ---- |
| 1.  | Joel Mogorosi        | 2005–2019 | 97     | 16   |
| 2.  | Mompati Thuma        | 2004–2013 | 92     | 01   |
| 3.  | Modiri Marumo        | 1997–2015 | 88     | 0    |
| 4.  | Moshe Gaolaolwe      | 2013–0000 | 86     | 02   |
| 5.  | Ndiapo Letsholathebe | 2003–2013 | 78     | 0    |
| 6.  | Tshepo Motlhabankwe  | 2003–2013 | 76     | 02   |
| 7.  | Mogogi Gabonamong    | 1999–2015 | 74     | 04   |
| 8.  | Dipsy                | 1998–2012 | 68     | 18   |
| 8.  | Kabelo Seakanyeng    | 2014–0000 | 68     | 10   |
| 10. | Kabelo Dambe         | 2011–0000 | 65     | 0    |
| 11. | Lemponye Tshireletso | 2009–2019 | 64     | 11   |
| 12. | Ofentse Nato         | 2009–2017 | 62     | 04   |
| 13. | Jay-Jay              | 2006–2018 | 61     | 24   |

### Rekordtorschützen
Stand: 19. November 2024
Fett markierte Spieler sind noch aktiv.
| #  | Name                 | Zeitraum  | Tore | Spiele |
| -- | -------------------- | --------- | ---- | ------ |
| 1. | Jay-Jay              | 2006–2018 | 24   | 61     |
| 2. | Dipsy                | 1998–2012 | 18   | 68     |
| 3. | Joel Mogorosi        | 2005–2019 | 16   | 97     |
| 4. | Lemponye Tshireletso | 2009–2019 | 11   | 64     |
| 5. | Onkabetse Makgantai  | 2014–0000 | 10   | 29     |
| 5. | Kabelo Seakanyeng    | 2014–0000 | 10   | 68     |
| 7. | Jomo                 | 2004–2013 | 09   | 51     |
| 8. | Sox                  | 1998–2006 | 08   | 45     |
| 9. | Tumisang Orebonye    | 2017–0000 | 07   | 56     |
| 9. | Piro                 | 2004–2012 | 07   | 51     |

## Trainer
- Rudi Gutendorf (1976)
- David Bright (2000)
- Karl-Heinz Marotzke (2001)
- Veselin Jelušić (2002–2005)
- David Bright (2006) interim
- Colwyn Rowe (2006–2008)
- Stanley Tshosane (2008–2013)
- Peter Butler (2014–2017)
- Mogomotsi Mpote (2017) interim
- David Bright (2017–2019)
- Mfolo Mfolo (2019) interim
- Mogomotsi Mpote (2019) interim
- Adel Amrouche (2019–2022)
- Rahman Gumbo (2022)
- Mogomotsi Mpote (2022–2023)
- Didier Gomes Da Rosa (2023–2024)
- Morena Ramoreboli (seit 2024) interim